# Settsu Hayato
Hayato Settsu (sinh ngày 5 tháng 10 năm 1996) là một cầu thủ bóng đá người Nhật Bản.

## Sự nghiệp câu lạc bộ
Hayato Settsu đã từng chơi cho Montedio Yamagata.